# Lagoftalmus
Lagoftalmus ili nepotpuno zatvaranje očnog kapka (lat. lagophthalmus) je patološko stanje u prednjem segnetu oka koje se karakteriše nemogućnošću zatvaranja očnih kapaka.

## Etiopatogeneza
Zbog nepotpuno zatvaranje očnog kapka, očna jabučica ostaje otkrivena i nezaštićena od spoljašnjih štetnih faktora i mogućih povreda. Ovo stanje predstavlja veliku opasnost za integritet površine oka, naročito noću, kada zatvaranju očnih kapaka i u toku sna, omogućuje sinergično delovanja dva mišiča — orbikularisa i pravog kornjeg mišiča. Zbog otsustva ovog dejstva očna jabučica povlači naviše i rotira unazad (Bellov fenomen). Pri tom, deo bulbarne konjunktive i donja trećina rožnjače ostaju otkriveni i eksponirani spoljašnjim štetnim faktorima, što tokom vremena dovodi do isušivanja konjuktive i rožnjače i pojave niza patoloških promena na otkrivenim delovima površine oka (ko npr lagoftalmični keratitis/keratokonjunktivitis).
Lagoftalmus može nastati zbog:
- defekta u tkivu očnih kapaka,
- smanjenja ili gubitka funkcije orbikularnog mišića (lat. m. orbicularisa oculi) u toku paralize n. facialisa kada postoji paralitički ektropijon donjeg kapka i kod egzoftalmusa kada zatvaranje kapaka nije moguće.[4]

## Terapija
Lečenje lagoftalmusa podrazumeva hirurško saniranje defekata kapaka, rešavanje problema egzoftalmusa i lečenje paralize živca lica (lat. n. facialisa). 
Simptomatsko lečenje ima za cilj zaštitu eksponiranog dela površine oka. Ono podrazumeva vlaženje oka veštačkim suzama, preventivnu aplikaciju antibiotika lokalno i postavljanje „vlažne komore".

## Spoljašnje veze
|  | Molimo Vas, obratite pažnju na važno upozorenje u vezi sa temama iz oblasti medicine (zdravlja). |